# Весёлые истории про ворованные вещи
«Весёлые истории про ворованные вещи» (англ. Hot Stuff) — американская кинокомедия.

## Сюжет
Трое полицейских (Дом Делуиз, Сюзанн Плешетт, Джерри Рид) работая под прикрытием, открывают магазинчик, где сбывают краденые товары. Всё это для того, чтобы задержать крупную банду грабителей.

## В ролях
- Дом Делуиз — Эрни Фортунато
- Сюзанн Плешетт — Луиза Вебстер
- Джерри Рид — Дуг фон Хорн
- Осси Дейвис — капитан Джон Гейбергер
- Луи Авалос — Рамон
- Пат МакКормик — человек с сигарой
- Марк Лоуренс — Кармин
- Кэрол Артур — Глория Фортунато
- Питер Делуиз — Питер Фортунато
- Люк Хэлпин — Holdup Man #2

## Факты
- Исполнительный продюсер, Пол Масланский, через несколько лет станет продюсером похожего комедийного фильма, знаменитой «Полицейской академии».
- Несмотря на абсурдность некоторых сцен фильма, он основан на реальных событиях.[источник не указан 2455 дней]